# Pempheris adspersa
Pempheris adspersa — вид окунеподібних риб родини Пемферові (Pempheridae).

## Поширення
Вид є ендеміком узбережних вод Нової Зеландії.

## Опис
Максимальна довжина тіла — 15,8 см.

## Спосіб життя
Мешкає біля скелястого узбережжя, що рясніє багатьма тріщинами та навісами, на глибині від поверхні до 70 м.